# Bahnstrecke Don Det–Don Khon
| Reste der auf der Don-Khon-Insel ausgestellten Dampflokomotive Eloïse |                     |                                      |                                      |
| Streckenlänge: | 7 km                |                                      |                                      |
| Spurweite: | 1000 mm (Meterspur) |                                      |                                      |
| |                     |                                      |                                      |
| \| \| \| Khon Sud \| \| \| \| \| Erste Landungsstelle 1893 \| \| \| \| \| \| \| \| \| \| \| \| \| \| \| Khon Nord \| \| \| \| \| Brücke zwischen Don Khon und Don Det \| \| \| \| \| Ban Det \| \| |                     |                                      |                                      |
| Kopfbahnhof Streckenanfang (Strecke außer Betrieb) |                     | Khon Sud                             | Khon Sud                             |
| Strecke (außer Betrieb) · Kopfbahnhof Streckenanfang (Strecke außer Betrieb) |                     | Erste Landungsstelle 1893            | Erste Landungsstelle 1893            |
| Abzweig geradeaus und von links (Strecke außer Betrieb) · Strecke nach rechts (außer Betrieb) |                     |                                      |                                      |
| Abzweig geradeaus und nach links (Strecke außer Betrieb) · Strecke von rechts (außer Betrieb) |                     |                                      |                                      |
| Kopfbahnhof Streckenende (Strecke außer Betrieb) · Strecke (außer Betrieb) |                     | Khon Nord                            | Khon Nord                            |
| Brücke über Wasserlauf (Strecke außer Betrieb) |                     | Brücke zwischen Don Khon und Don Det | Brücke zwischen Don Khon und Don Det |
| Kopfbahnhof Streckenende (Strecke außer Betrieb) |                     | Ban Det                              | Ban Det                              |

Die Bahnstrecke Don Det–Don Khon war eine sieben Kilometer lange Schmalspurbahn auf den Inseln Don Det und Don Khon im Archipel Si Phan Don im Mekong in der Provinz Champasak in Süd-Laos, die von 1893 bis 1941 bestand und die Mekongfälle umfuhr.

## Vorgeschichte

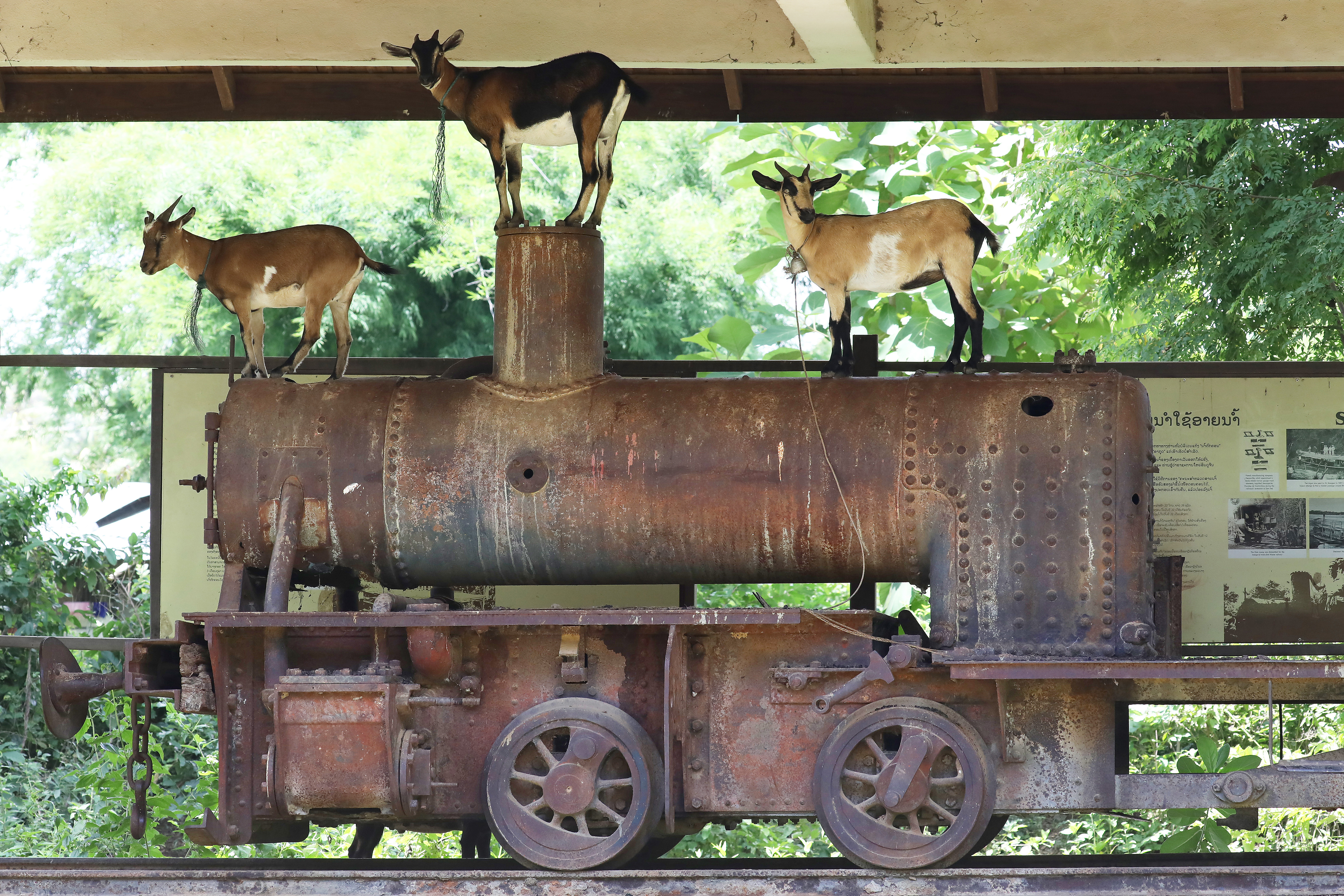
Die Lokomotive mit Ziegen

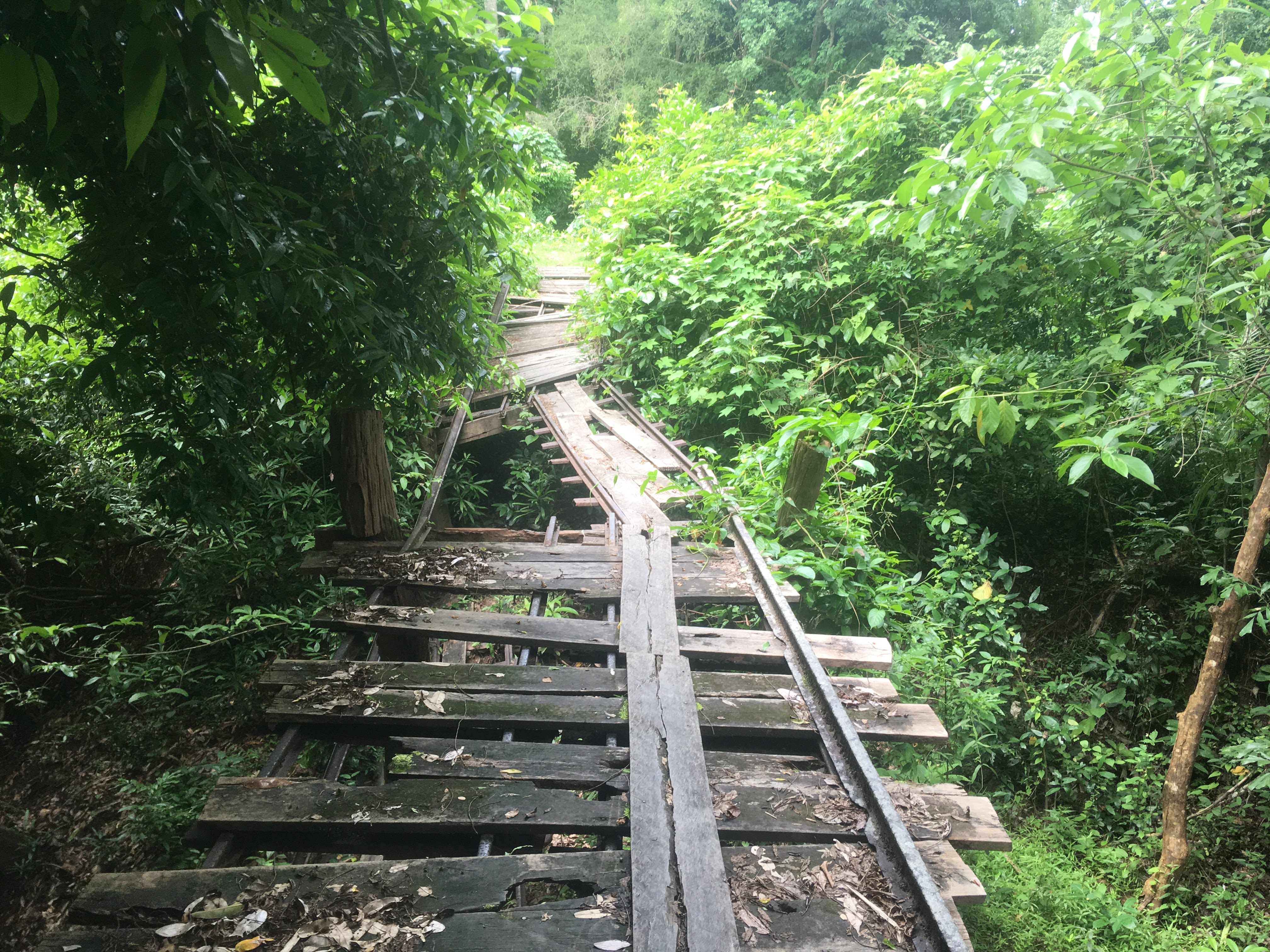
Eisenbahnschienen Don Khon

Die französische Kolonialmacht in Indochina war in den 1890er Jahren bemüht, ihre Grenze auf Kosten Siams nach Westen zu verschieben. Es kam dabei auch zu militärischen Auseinandersetzungen, unter anderem im Bereich des Si Phan Don Archipels im Mekong. Das französische Militär versuchte hier, den Mekong als Westgrenze zu etablieren. Um das zu verwirklichen, musste der Fluss durch die französischen Streitkräfte kontrolliert werden. Dazu waren wiederum Kanonenboote auch im oberen Abschnitt des Flusses erforderlich. Die Mekongfälle mit einer Gesamthöhe von 21 m im Bereich des Si Phan Don Archipels bildeten aber für deren Durchfahrt ein unüberwindbares Hindernis. In den Jahren 1891, 1892, und 1893 misslangen Versuche von Dampfschiffen mit laufender Maschine und der Unterstützung von hunderten Männern, die diese von den Felsen aus an Seilen hochzogen, und anderen, die von den Decks aus mit Stangen stakten, die Stromschnellen zu überwinden. Ein Schiff konnte in einer schmalen Wasserrinne immerhin bis 50 m unterhalb des höchsten Punktes gezogen werden, bevor der Versuch abgebrochen werden musste. Der in Siam lebende Brite Herbert Warington Smyth empfahl mehr oder weniger ironisch, dass eine Eisenbahn oder viele Schleusen gebaut werden müssten, deren Baukosten er mit denen des Manchester Ship Canals verglich, wobei nur ein Zehntausendstel der Tonnage transportiert werde.

## Geschichte

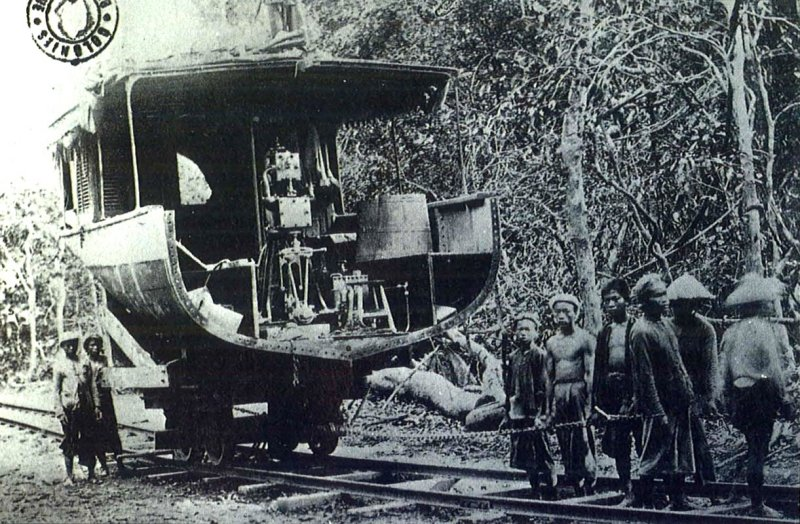
Das Heck des Kanonenboots 'Ham Luong' beim Bahntransport, 15.–30. Oktober 1893

Wenn auch ökonomisch unsinnig, so war die Bahnstrecke über die Insel Don Khon aus französischer Sicht aber militärisch notwendig. Die erste Strecke verband eine Anlegestelle unter- und oberhalb der Mekongfälle auf der Insel Don Khon. Sie wurde im Sommer 1893 in einer Spurweite von 1000 mm erbaut. Rechtlich war die Bahn auf siamesischem Staatsgebiet errichtet worden. Erst zum 3. Oktober 1893 trat Siam die Inseln und das rechte Mekong-Ufer an Französisch-Indochina ab, nachdem französische Kanonenbootpolitik vor Bangkok (Pak-Nam-Zwischenfall) das erzwungen hatte. Diese erste Strecke verlief aus dem Süden der Insel zu deren Nordende beim Dorf Ban Khon. Anfangs wurden Feldbahngleise nur temporär verlegt und jeweils vom Ende des von Hand geschobenen Zuges an dessen Spitze getragen, nachdem dieser ein Segment passiert hatte. Die Kanonenboote Lagrandière, Ham Luong und Massie waren die ersten, die so transportiert wurden, gefolgt von Garcerie, The Colombert und Trentinian 1896.
Nach der militärischen Nutzung folgte die zivile: Fracht und Reisende wurden hier zwischen den Schiffen, die unterhalb der Mekongfälle verkehrten, und denen, die oberhalb verkehrten, befördert. Zunächst geschah das weiter im „Handbetrieb“ auf einem nun seit 1897 dauerhaft verlegten Gleis von dem an der Südostspitze gelegenen Dorf Ban Hangkhon zum Nordende der Insel beim Dorf Ban Khon. Diese Strecke war etwa 5 km lang. Schiffe und Bahn wurden von der Compagnie des Messageries Fluviales de Cochinchine (später: Compagnie Saigonnaise de Navigation) betrieben. Die Gesellschaft hielt die Konzession zum Betrieb der Eisenbahn seit Juli 1897. Die neue, dauerhafte Strecke wurde für so bedeutend erachtet, dass sogar der Generalgouverneur von Indochina, Paul Doumer, ein großer Förderer des Eisenbahnwesens in der Kolonie und später Präsident der Französischen Republik, zur Eröffnung erschien.
Die erste mit Holz beheizte Dampflokomotive wurde 1909 von Decauville geliefert, hatte ein Gewicht von 7 t und erhielt den Namen Paul Doumer. Sie verkehrte mit Zügen, die bis zu 12 Wagen führten. Der obere Landeplatz erwies sich in der Trockenzeit als ungeeignet. Es wurde daher 1920 ein neuer, auf der benachbarten Insel Don Det in Betrieb genommen und ein ca. 2 km langes Gleis dorthin verlegt. Dieser Abzweig überwand den zwischen den beiden Inseln gelegenen Kanal auf einer 13-bogigen Betonbrücke. Die Züge wiesen drei Wagenklassen auf.
1940/41 besetzte Thailand im Zuge des Zweiten Weltkriegs als Verbündeter des Japanischen Kaiserreichs die 1893 abgetretenen Gebiete und annektierte sie (Französisch-Thailändischer Krieg). Damals wurde der Eisenbahnbetrieb eingestellt, da die Verbindung Saigon – Vientiane aufgrund der geänderten politischen Situation bedeutungslos geworden war. Die Eisenbahninfrastruktur wurde von der Compagnie Saigonnaise de Navigation demontiert.
Nach geänderter militärischer Lage begannen die Japaner 1945 die Strecke in 750-mm-Spur wieder aufzubauen. Als Japan am 2. September 1945 kapitulierte, waren jedoch erst 4 km der Strecke wieder hergestellt. 1946 musste Thailand die 1941 annektierten Gebiete wieder an Französisch-Indochina zurückgeben. Die Franzosen bauten die Bahn nicht wieder auf, da 1949 die Nationalstraße 13 entlang des linken Ufers des Mekong fertig gestellt wurde, die den Schiffsverkehr auf dem Fluss weitgehend ersetzte.

## Bedeutung

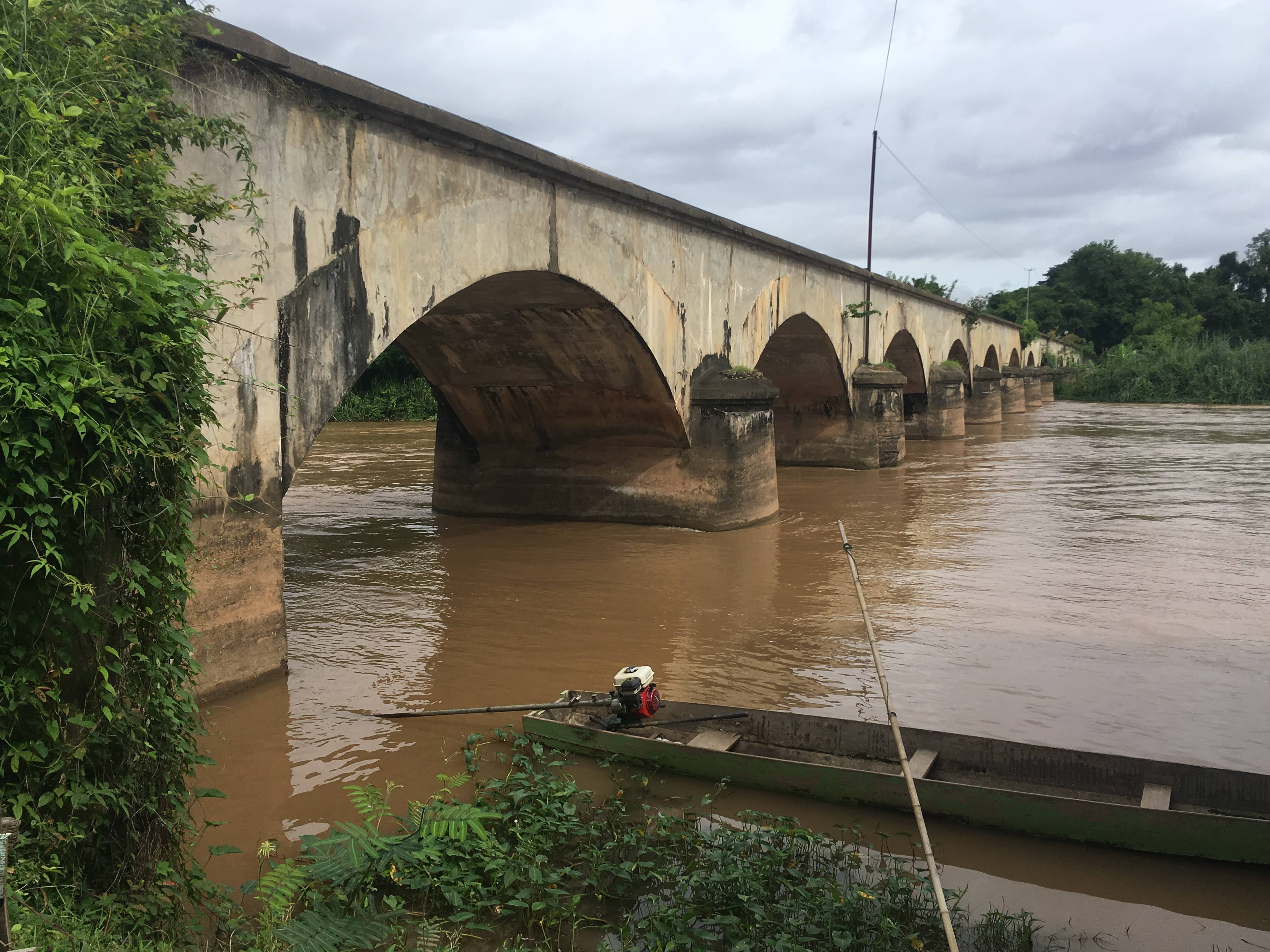
Brücke zwischen Don Det und Don Khon

Die Strecke war die erste und lange Zeit die einzige betriebsfähige Eisenbahn in Laos, bis 2009 die Bahnstrecke Nong Khai–Vientiane eröffnet wurde.
Die gesamte Trasse, einschließlich der Brücke, die beide Inseln verbindet, ist erhalten und kann mit Ausnahme eines kurzen Stückes in einem Industriebetrieb als Fuß- oder Radweg genutzt werden. Die Reste der Bahn sind die Haupt-Touristenattraktion auf den Inseln. Ein Wiederaufbau der Strecke als Touristenattraktion wurde vorgeschlagen.